# .cg
.cg е интернет домейн от първо ниво за Република Конго. Администрира се от ONPT Конго и Interpoint Швейцария. Представен е през 1997 г.